# 马蒂·豪塔迈基
马蒂·豪塔迈基（芬蘭語：Matti Hautamäki，1981年7月14日—），芬兰男子跳台滑雪运动员。他曾代表芬兰参加2002年、2006年和2010年冬季奥林匹克运动会跳台滑雪比赛，共获得三枚银牌和一枚铜牌。